# Nedumpana
Nedumpana es una ciudad censal situada en el distrito de Kollam en el estado de Kerala (India). Su población es de 29454 habitantes (2011). Se encuentra a 13 km de Kollam y a 61 km de Trivandrum.

## Demografía
Según el censo de 2011 la población de Nedumpana era de 29454 habitantes, de los cuales 14106 eran hombres y 15348 eran mujeres. Nedumpana tiene una tasa media de alfabetización del 93,20%, inferior a la media estatal del 94%: la alfabetización masculina es del 95,90%, y la alfabetización femenina del 90,76%.